# Bounthanom Vongphachanh
Bounthanom Vongphachanh (ur. 9 listopada 1980) – laotański pływak, olimpijczyk. Brat Vilayphone, również pływaczki.
Wystąpił na igrzyskach olimpijskich w Atenach (2004). Wziął udział w eliminacjach na 50 metrów stylem dowolnym. Z czasem 28,17 s zajął 3. miejsce w swoim wyścigu kwalifikacyjnym. Był to 77. czas eliminacji (zawody ukończyło 83 pływaków).
Był związany z Wydziałem Nauk o Sporcie na Uniwersytecie Burapha w Tajlandii.